# Ljubica Marić
Ljubica Marić (* 18. März 1909 in Kragujevac; † 17. September 2003 in Belgrad) war eine jugoslawische bzw. serbische Komponistin.
Marić studierte in Belgrad bei Josip Štolcer-Slavenski und am Konservatorium Prag bei Josef Suk und Alois Hába Komposition und bei Nikolai Malko Dirigieren. Sie unterrichtete seit 1945 als Dozentin, seit 1957 als Professorin an der Musikakademie in Belgrad. Sie widmete sich der Erforschung der serbischen Volksmusik und frühchristlich-orthodoxen Kirchenmusik.
Neben kammermusikalischen Werken und mehreren Kantaten komponierte sie unter anderem eine Passacaglia für Orchester und ein Byzantine Concerto für Klavier und Orchester.